# 빌리 앨런
빌리 앨런(Billie Allen, 1925년 1월 13일 ~ 2015년 12월 29일)은 미국의 연극 배우, 텔레비전 배우, 무대 연출가, 영화배우이다.
리치먼드에서 태어났으며 뉴욕에서 사망하였다.

## 영화
- 루징 그라운드 (1982년)
- 윈터 킬 (1979년)
- 빌코 상사 (1955년)